# Pancake Rock
Pancake Rock è una piccola isola del gruppo delle Fox nell'arcipelago delle Aleutine orientali e appartiene all'Alaska (USA). È stata così chiamata nel 1938 dal U.S. Coast and Geodetic Survey. Si trova circa 3 km al largo della costa occidentale di Umnak.